# Contea di Knox (Missouri)
La contea di Knox in inglese Knox County è una contea dello Stato del Missouri, negli Stati Uniti. La popolazione al censimento del 2000 era di 4 361 abitanti. Il capoluogo di contea è Edina